# Gonzalo Palomino Ortiz
Gonzalo Palomino Ortiz (Chimichagua, 10 de enero de 1936-Ibagué, 18 de abril de 2018) fue un ambientalista, profesor y naturalista colombiano.

## Biografía
Gonzalo Palomino nació en Chimichagua, Cesar se radicó en Ibagué en 1947 estudió ingeniería agrónomo de la Universidad Nacional de Colombia, Especialista en Ecología y Desarrollo, Especialista en Docencia de la Biología y Magíster en Desarrollo Sostenible de Sistemas Agrarios. En 1970 es docente de Agricultura Biológica de la Universidad del Tolima. Entre su rol como docente de destaca en investigación, por sus ideales ecologistas plasmados en sus artículos sobre sostenibilidad, ecología, defensa vehemente de la naturaleza y el ambiente.
Obtuvo varios reconocimientos por su trayectoria académica y como pionero del ecologismo en Colombia. En 1988 le fue otorgado el Premio Global 500, por la Organización de las Naciones Unidas (ONU), en una ceremonia celebrada en Londres a la cual acudió “El Comandante” como era conocido entre sus amigos y colegas. En el 2011 fue galardonado por el periódico El Colombiano, con el Premio ‘El Colombiano Ejemplar’ en la categoría Medio Ambiente Persona. Estas y otras 13 distinciones fueron le concedidas por diferentes entidades y organismos. En el 2015 la Facultad de Ciencias de la Educación de la UT, creó la Cátedra Ambiental Gonzalo Palomino Ortiz, en su honor, que cumple con sus propósitos de educar y promover la protección y conservación de los recursos naturales. En 2018 falleció en Ibagué a los 82 años de edad.